# John Mitchell
John Mitchell (Condado de Lancaster, 3 de abril de 1711 — Londres, 19 de fevereiro de 1768) foi um médico e naturalista. É também conhecido como cartógrafo, tendo sido o autor do primeiro mapa de referência das colónias da América do Norte, o célebre mapa de Mitchell.

## Estudos raciais
Mitchell escreveu um artigo em 1744 chamado Um Ensaio sobre as causas das diferentes cores dsa pessoas em diferentes climas, apresentada à Royal Society em Londres por seu correspondente Peter Collinson. No papel, Mitchell afirmou que a primeira raça na terra tinha sido de uma cor marrom e avermelhada. Ele escreveu "que uma cor intermediária encontrada entre os asiáticos e nativos ameríndios" tinha sido a "pele original da humanidade", e que outras raças surgiram após muitas gerações da raça original em diferentes climas.